# Craig Kielburger

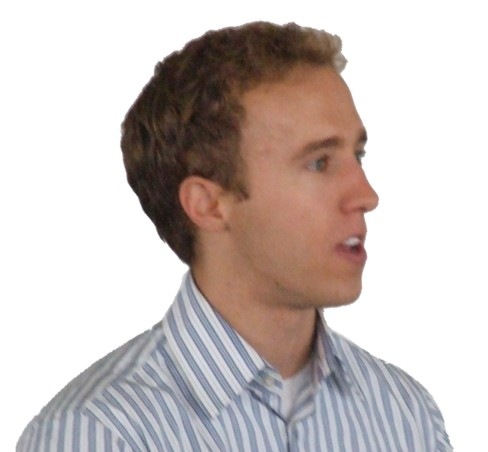
Craig Kielburger

Craig Kielburger, född 17 december 1982 är en kanadensisk talesman för barns rättigheter, författare och föreläsare som 2006 belönades med The World's Children's Prize for the Rights of the Child (Jordens barns pris).
Tolv år gammal grundade han organisationen Free the Children, efter att ha läst om den pakistanske före detta barnarbetaren och aktivisten Iqbal Masihs öde.
Organisationen Free the Children har under Kielburgers ledning byggt över 500 skolor och givit över 35 000 barn utbildning. 